# عبد اللطيف مبارك
عبد اللطيف مبارك هو شاعر مصري، ولد بالسويس عام 1964 عضو باتحاد كتاب مصر وعضو باتحاد الكتاب العرب على الإنترنت.، يكتب الشعر بالفصحى والعامية المصرية، حصل على ليسانس الحقوق من جامعة عين شمس. يعتبر من أهم الشعراء في حقبة الثمانينات ونشرت أشعاره في العديد من الدوريات الأدبية في مصر والوطن العربي منها العربي (مجلة)،مجلة الكويت،أخبار الأدب،جريدة الجمهورية،الأهرام،الثقافة الجديدة (مجلة). فاز بدرع التميز والإبداع من اتحاد الإعلاميين العرب يناير 2015

## أعماله
- ديوان أحاسيس وأصداء بالفصحى عن دار الصفوة للطباعة والنشر 1994.
- ديوان همسات البحر عن وزارة الثقافة فرع محافظة البحر الأحمر 1997.
- ديوان قراية تانية للجس د عن إقليم وسط وجنوب الصعيد الثقافي 2001.[2]
- ديوان نوبة عطش عن المجلس الأعلى للثقافة 2007.[3]
- ديوان بتجرب تاني تموت عن إقليم وسط وجنوب الصعيد الثقافى ودار وعد للطباعة والنشر 2016.[4]
- ديوان قبس من جمر 2018

## أغاني لمسرحيات
- كتابة الأغاني لمسرحية (لا أرى لا أسمع) لبهيج إسماعيل الهيئة العامة لقصور الثقافة.
- كتابة الأغاني لمسرحية الأستاذ لسعد الدين وهبة الهيئة العامة لقصور الثقافة.

## أغانى أفلام تسجيلية
- كتابة الأغاني لفيلم تسجيلى. على يوتيوببعنوان (متحف محمد عيد)ألحان وغناء الفنان أكرم مراد إخراج ياسر مفضل لشبكة تليفزيون النيل
- كتابة الأغاني لفيلم تسجيلى. على يوتيوببعنوان بحيرة ناصر ألحان وغناء الفنان أكرم مراد إخراج ياسر مفضل لشبكة تليفزيون النيل

## أغانى لمطربين ومطربات
- أغنية لسه الكلام ألحان وغناء كرم مراد على يوتيوب
- أغنية الطريق من ألحان حسام مبروك على يوتيوب
- أغنية أمان... أمان ألحان وغناء الفنان أشرف السركى
- أغنية متعشمنيش ألحان وغناء دكتور رائد زاهر
- أغنية الله يقدرك من ألحان سامر عادل غناء وليد البشير
- أغنية الحبايب إللى غابو من ألحان سامر عادل غناء وليد البشير
- أغنية اوقات..أوقات من ألحان وغناء سامر عادل
- أغنية مواعيد من ألحان حسام مبروك
- أغنية تقفلنى منك من ألحان عهدى شاكر
- أغنية يا أمّه يا مصر من ألحان حسام مبروك
- أغنية عشق الحياة من ألحان حسام مبروك
- أغنية وشوش الناس من ألحان فريز فراج
- أغنية قلبك عليه من ألحان أسامة سعد
- أغنية بديتها بكذبة من ألحان أسامة سعد
- أغنية عشقنا خلاص من ألحان سامر عادل
- أغنية أنا قلبى أخضر ألحان سامر عادل غناء سعيد الطويل
- أغنية هيه الفرص ألحان أحمد عادل
- أغنية لما بحبك ألحان سامرعادل
- أغنية جوّه قلبك غناء بكرى الصاوى ألحان محمد عباس توزيع وليد مصطفى على يوتيوب
- أغنية حضنك يا طيبه لافتتاح وختام مونديال الإعلاميين العرب بلأقصر يناير 2015 غناء محمد صلاح على يوتيوب
- قصيدة الكمين للشاعر عبد اللطيف مبارك
- قصيدة درويش بمعرض القاهرة الدولى للكتاب
- قصيدة نوبة عطش بمعرض القاهره الدولى للكتاب

## وصلات خارجيه
- الشاعر عبد اللطيف مبارك في الموسوعة العالمية للشعر العربى
- الشاعر عبد اللطيف مبارك في ديوان العرب
- الشاعر عبد اللطيف مبارك في موقع الشعر
- الشاعر عبد اللطيف مبارك في موقع أبيات
- الشاعر في موقع شطر آداب الأدبى
- الشاعر عبد اللطيف مبارك جريدة المساء
- في موقع شعراء
- عبد اللطيف مبارك في موقع poetrysoup حساء الشعر
- في موقع صياد القصيد بالإنجليزى ة
- في موقع شعراءوقصائد بالإنجليزى ة
- في موقع سلطة الشعر بالإنجليزية
- بوابة الشعر
- 10 معلومات عن الشاعر عبد اللطيف مبارك ( اليوم السابع )
- «الطفل الساكن جوايا» قصيدة للشاعر عبد اللطيف مبارك ( اخبار اليوم )
- الشاعر عبد اللطيف مبارك ( المصرى اليوم )
- قصائد الشاعر عبد اللطيف مبارك ( ديوان )
- جريدة الطريق
- الشاعر عبد اللطيف مبارك ( انفراد )
- عبد اللطيف مبارك ( جريدة الأهرام )
- الشعر يجمعنا.. "الليل.. مثواك الأخير" قصيدة عبد اللطيف مبارك ( جريدة البوابة )
- ذكرى ميلاد الشاعر عبد اللطيف مبارك ( مجلة دار الهلال )
- ديوان قرايه تانيه للجسد على جوجل